# Israel Pinheiro Filho
Israel Pinheiro Filho (Belo Horizonte, 18 de março de 1931 — 1 de novembro de 2020) foi um político brasileiro do estado de Minas Gerais. É filho do ex-governador de Minas Gerais Israel Pinheiro. Foi deputado estadual em Minas Gerais durante o período de 1959 a 1963 (4ª legislatura) pelo PSD.
Foi também deputado federal (1963-1971, 1983-1995 e 1997-1999), secretário de Transportes e Obras Públicas do Estado de Minas Gerais (1995-1997) e candidato ao senado em 1978 e 2002.
Formou-se Engenheiro Civil pela Pontifícia Universidade Católica do Rio de Janeiro em 1953, mudando-se para os Estados Unidos, onde cursou especialização em hidrelétricas, túneis, canais de navegação, custos operacionais e administração da companhia Morrison–Knudsen, de 1954 a 1956.
Durante o ano de 1963, ocupou o cargo de diretor na Companhia Vale do Rio Doce.